# Batz (monnaie)
Pour les articles homonymes, voir Batz.
Le Batz est une pièce de monnaie frappée dans certains cantons suisses et certaines régions du sud de l'Allemagne entre la fin du XVe siècle et le milieu du XIXe siècle.

## Histoire
Dès sa création au XVe siècle et pour toute sa durée de vie, le Batz se divise en 4 Kreutzer. Dès l'instauration de la République helvétique en 1798, et durant toute la première moitié du XIXe siècle, en Suisse, les unités utilisées sont le franc ou livre, divisé en 10 Batz, eux-mêmes divisés en 10 rappes ou centimes. La loi sur la monnaie abolit le Batz en 1850. En allemand, le mot Batzen reste aujourd'hui utilisé pour désigner la pièce de 10 centimes.

## Étymologie
Le Batz est une monnaie d'origine bernoise, en allemand (der) Batzen, qui se prononce [bat͡sɜn]. La pièce montre un ours sur son avers, qui est l’emblème de la ville. Selon certaines sources elle tire son nom de la même origine que la ville qui l'a créée, c'est-à-dire de l'ancien haut-allemand Bätz, qui en allemand devient Bär et signifie Ours,. Selon le Dictionnaire historique de la Suisse, cependant, cette monnaie, créée en 1492 à Berne sous le nom de « Doppelplappart », n’a pris que plus tard le nom de « Batzen », qui était un terme dépréciatif signifiant « Dreckklumpen », soit à peu près « morceau de saleté », ou « pièce grossière, sale » selon la traduction française. Et cela ne serait qu’à Berne, selon les dires du chroniqueur Bernois du 16ème siècle Valerius Anshelm (de), que ce terme aurait ensuite été appelé « bätzen » et mis en rapport avec l’ours héraldique de Bern « Bär ».   

### Écriture et prononciation régionale
Sur les pièces elles-mêmes, le mot est souvent écrit Baz. Dans le canton de Vaud, le mot Batz se prononce alternativement [baːʃ] et s'écrit bache en français ou [baːt͡s], respectivement Batse en francoprovençal. Toutefois, l'écriture Batz reste en vigueur dans les textes officiels tel que le concordat monétaire de 1825.
Une de ses sous-unité, la pièce dénommée Kreutzer en usage dans le Palatinat, en Autriche et en Suisse, où elle vaut ¼ de Batz se prononce alternativement [kryʃ] et s'écrit Cruche en français. D'autres orthographes possibles sont Kreuzer, Creuzer, Creutzer.

## Galerie de photos

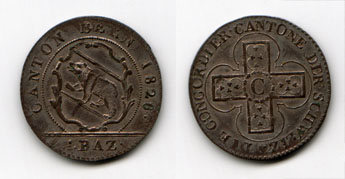
Berne, 1 Baz, 1826.
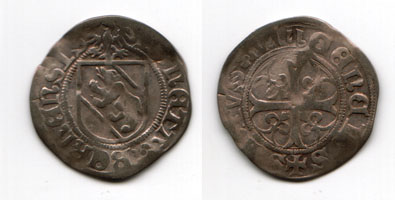
Berne, 1 Rollbatzen, XVe siècle.
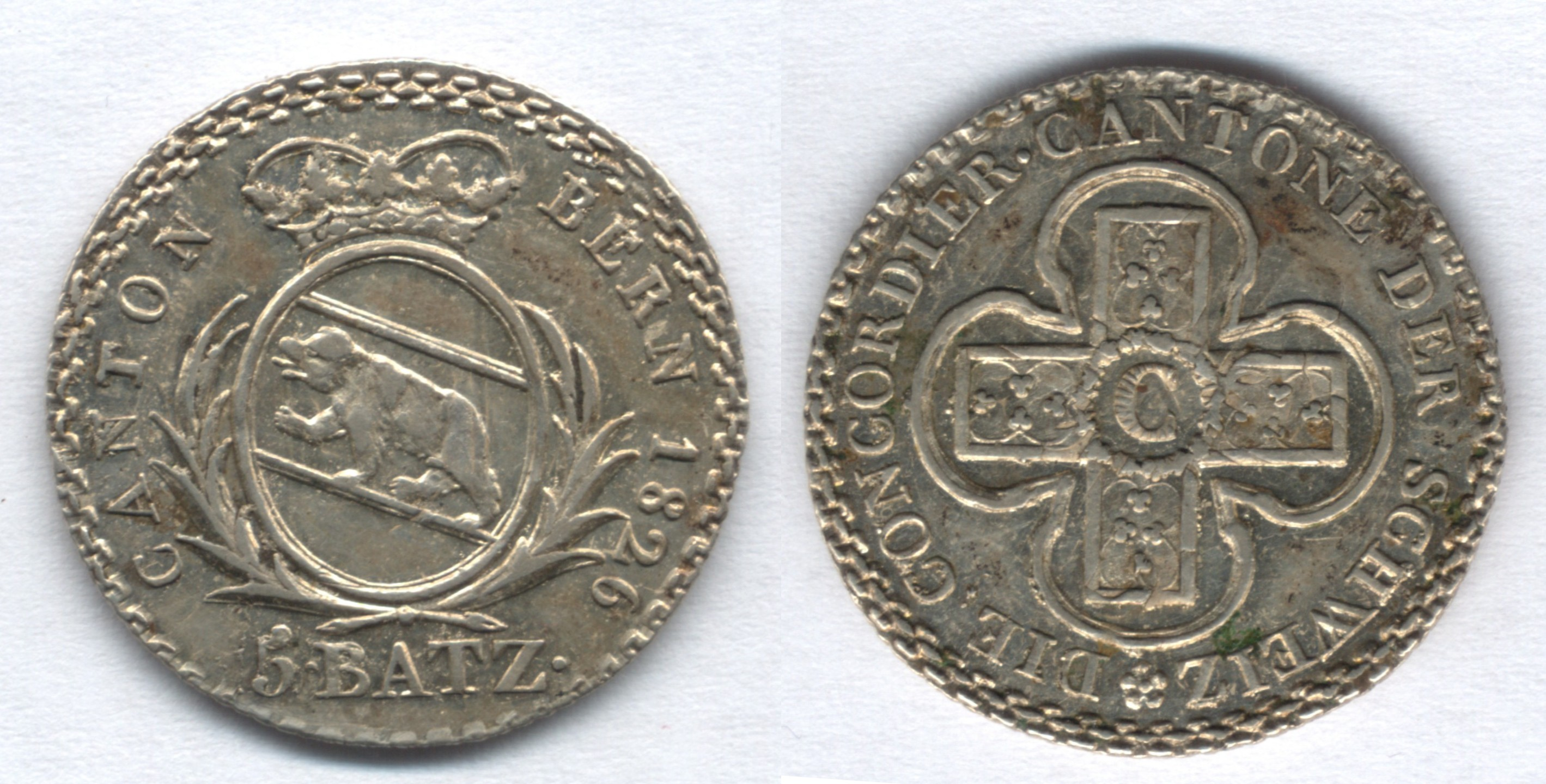
Berne, 5 Batz type du concordat, 1826.
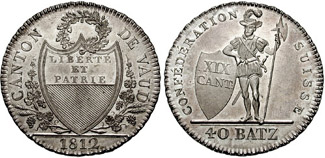
Vaud, Thaler de 40 Batz, 1812.